# Cottus
Cottus és un gènere de peixos pertanyent a la família dels còtids.
Són peixos d'aigua dolça en fons durs o fangosos que viuen entre les pedres dels rierols, rius i llacs de corrents moderats o febles. De vegades, són també presents als estuaris d'aigua salabrosa o a les aigües costaneres.
Es nodreixen de petits invertebrats bentònics.
Tenen el cos nu o més o menys cobert d'espines. La part superior del cap està feblement armada i no té estries, dents presents a les mandíbules (gairebé sempre en el vòmer). Tenen entre 31 i 38 vèrtebres.
Les postes acostumen a ésser d'uns pocs centenars d'ous, els quals són demersals.
Manquen d'importància comercial.

## Taxonomia
- Cottus aleuticus (Gilbert, 1896)
- Cottus amblystomopsis (Schmidt, 1904)
- Cottus asper (Richardson, 1836)
- Cottus asperrimus (Rutter, 1908)
- Cottus aturi (Freyhof, Kottelat & Nolte, 2005)
- Cottus baileyi (Robins, 1961)
- Cottus bairdii (Girard, 1850)
- Cottus beldingii (Eigenmann & Eigenmann, 1891)
- Cottus bendirei (Bean, 1881)
- Cottus caeruleomentum (Kinziger, Raesly & Neely, 2000)
- Cottus carolinae (Gill, 1861)
- Cottus chattahoochee (Neely, Williams & Mayden, 2007)
- Cottus cognatus (Richardson, 1836)
- Cottus confusus (Bailey & Bond, 1963)
- Cottus czerskii (Berg, 1913)
- Cottus duranii (Freyhof, Kottelat & Nolte, 2005)
- Cottus dzungaricus (Kottelat, 2006)
- Cottus echinatus (Bailey & Bond, 1963) †
- Cottus extensus (Bailey & Bond, 1963)
- Cottus girardi (Robins, 1961)
- Cavilat (Cottus gobio) (Linnaeus, 1758)
- Cottus greenei (Gilbert & Culver, 1898)
- Cottus gulosus (Girard, 1854)
- Cottus haemusi (Marinov & Dikov, 1986)
- Cottus hangiongensis (Mori, 1930)
- Cottus hispaniolensis (Bacescu & Bacescu-Mester, 1964)
- Cottus hubbsi (Bailey & Dimick, 1949)
- Cottus hypselurus (Robins & Robison, 1985)
- Cottus kanawhae (Robins, 2005)
- Cottus kazika (Jordan & Starks, 1904)
- Cottus klamathensis (Gilbert, 1898)
- Cottus koreanus (Fujii, Choi & Yabe, 2005)
- Cottus koshewnikowi (Gratzianov, 1907)
- Cottus leiopomus (Gilbert & Evermann, 1894)
- Cottus marginatus (Bean, 1881)
- Cottus metae (Freyhof, Kottelat & Nolte, 2005)
- Cottus microstomus (Heckel, 1837)
- Cottus nasalis (Berg, 1933)
- Cottus nozawae (Snyder, 1911)
- Cottus paulus (Williams, 2000)
- Cottus perifretum (Freyhof, Kottelat & Nolte, 2005)
- Cottus perplexus (Gilbert & Evermann, 1894)
- Cottus petiti (Bacescu & Bacescu-Mester, 1964)
- Cottus pitensis (Bailey & Bond, 1963)
- Cottus poecilopus (Heckel, 1836)
- Cottus pollux (Günther, 1873)
- Cottus princeps (Gilbert, 1898)
- Cottus reinii (Hilgendorf, 1879)
- Cottus rhenanus (Freyhof, Kottelat & Nolte, 2005)
- Cottus rhotheus (Smith, 1882)
- Cottus ricei (Nelson, 1876)
- Cottus rondeleti (Freyhof, Kottelat & Nolte, 2005)
- Cottus sabaudicus (Sideleva, 2009)
- Cottus scaturigo (Freyhof, Kottelat & Nolte, 2005)
- Cottus sibiricus (Kessler, 1899)
- Cottus spinulosus (Kessler, 1872)
- Cottus szanaga (Dybowski, 1869)
- Cottus tallapoosae (Neely, Williams & Mayden, 2007)
- Cottus tenuis (Evermann & Meek, 1898)
- Cottus transsilvaniae (Freyhof, Kottelat & Nolte, 2005)
- Cottus volki (Taranetz, 1933)[2][3][4][5][6]

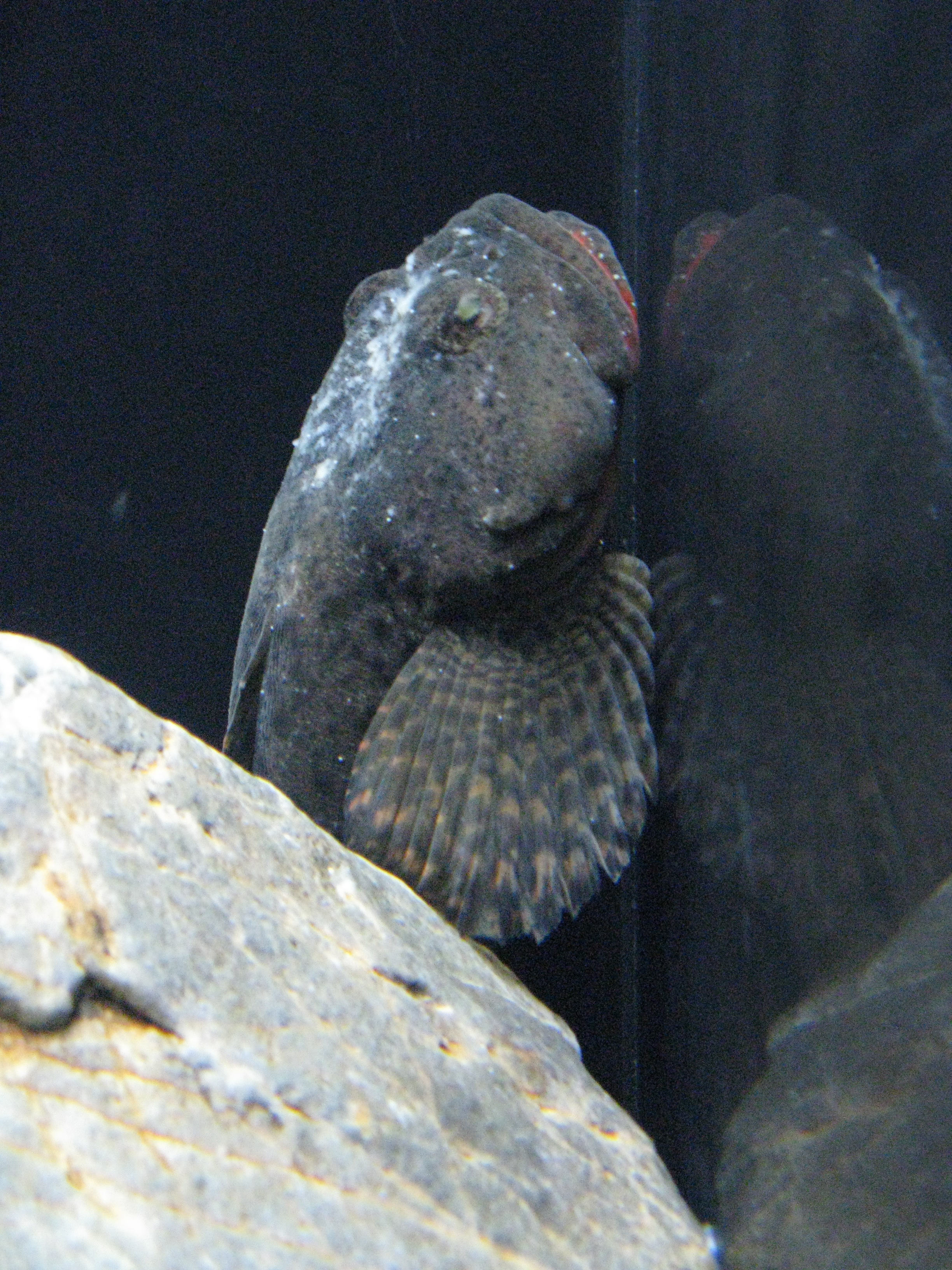
Cottus kazika
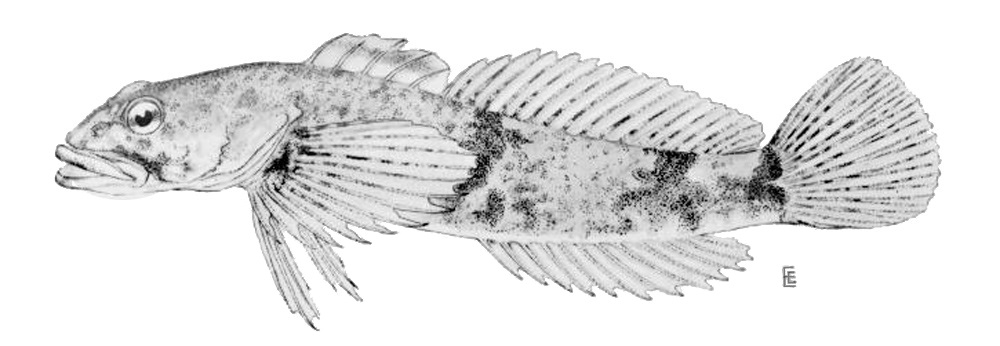
Cottus bairdii
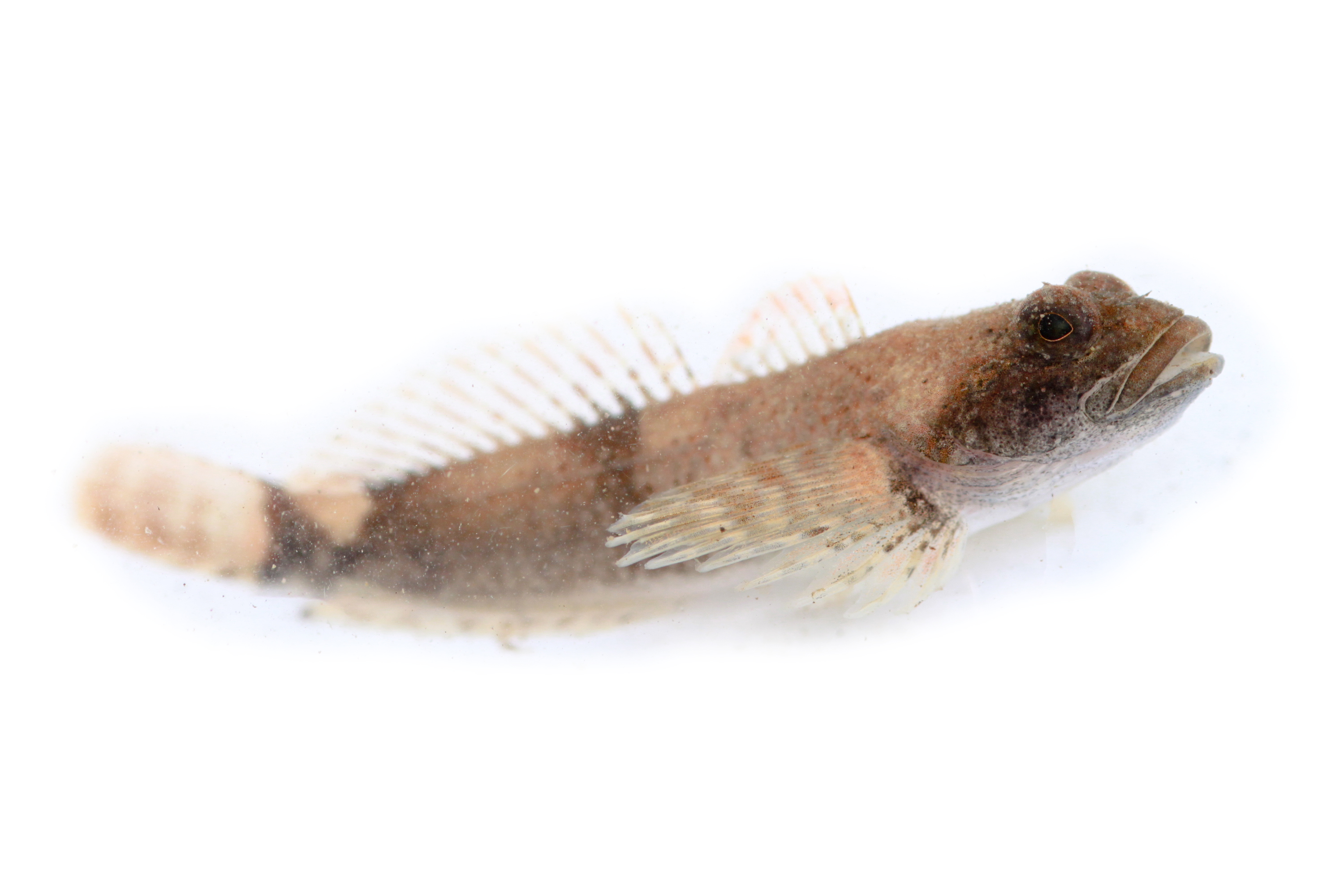
Cottus caeruleomentum
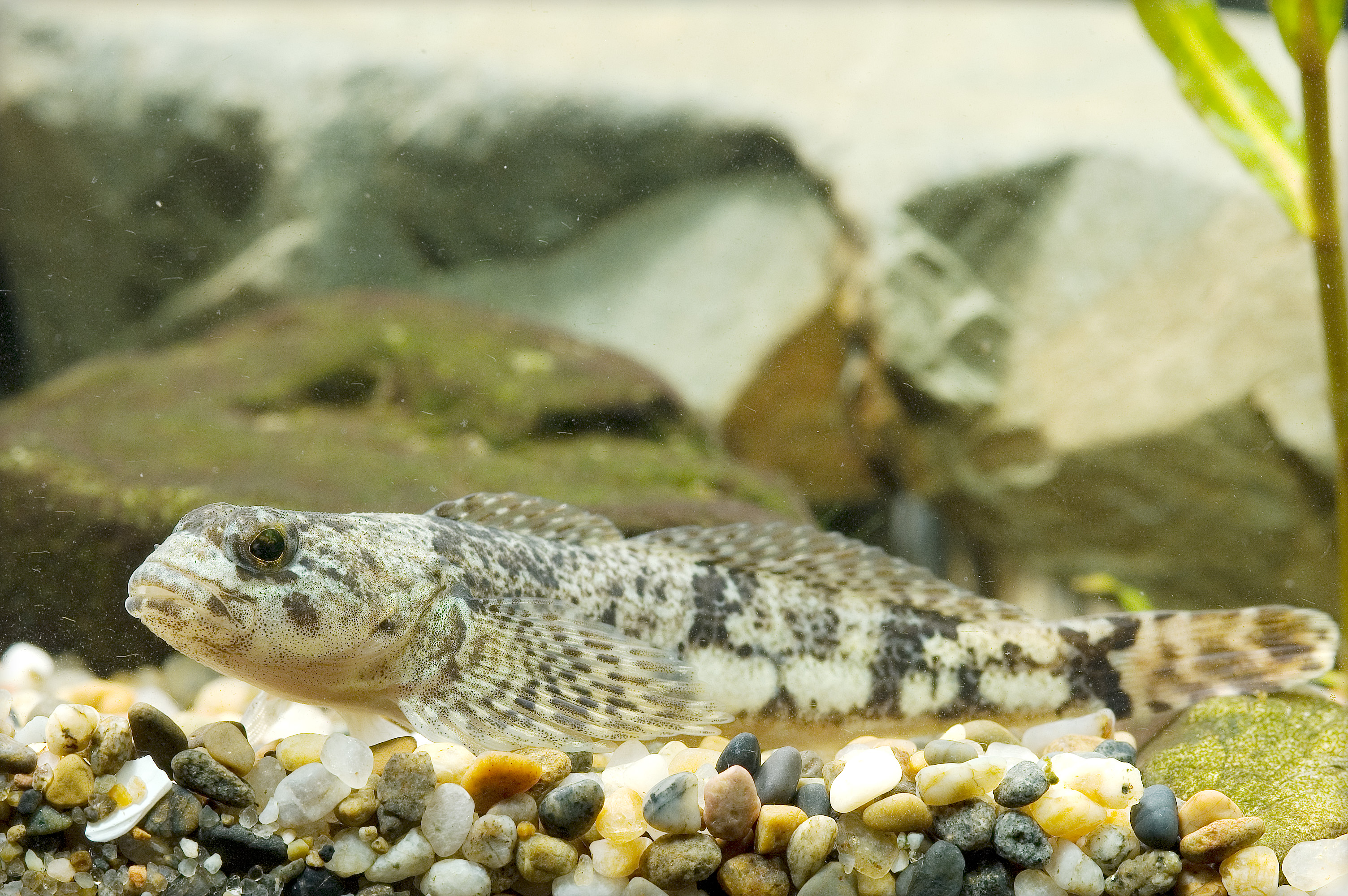
Cottus reinii
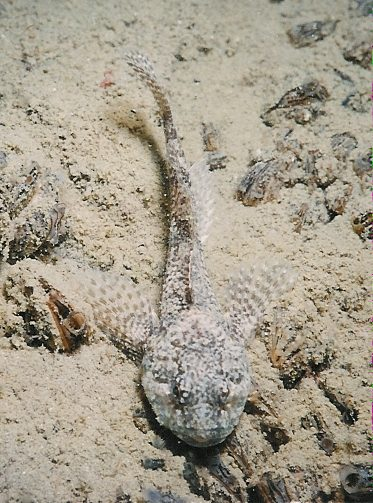
Cavilat (Cottus gobio)
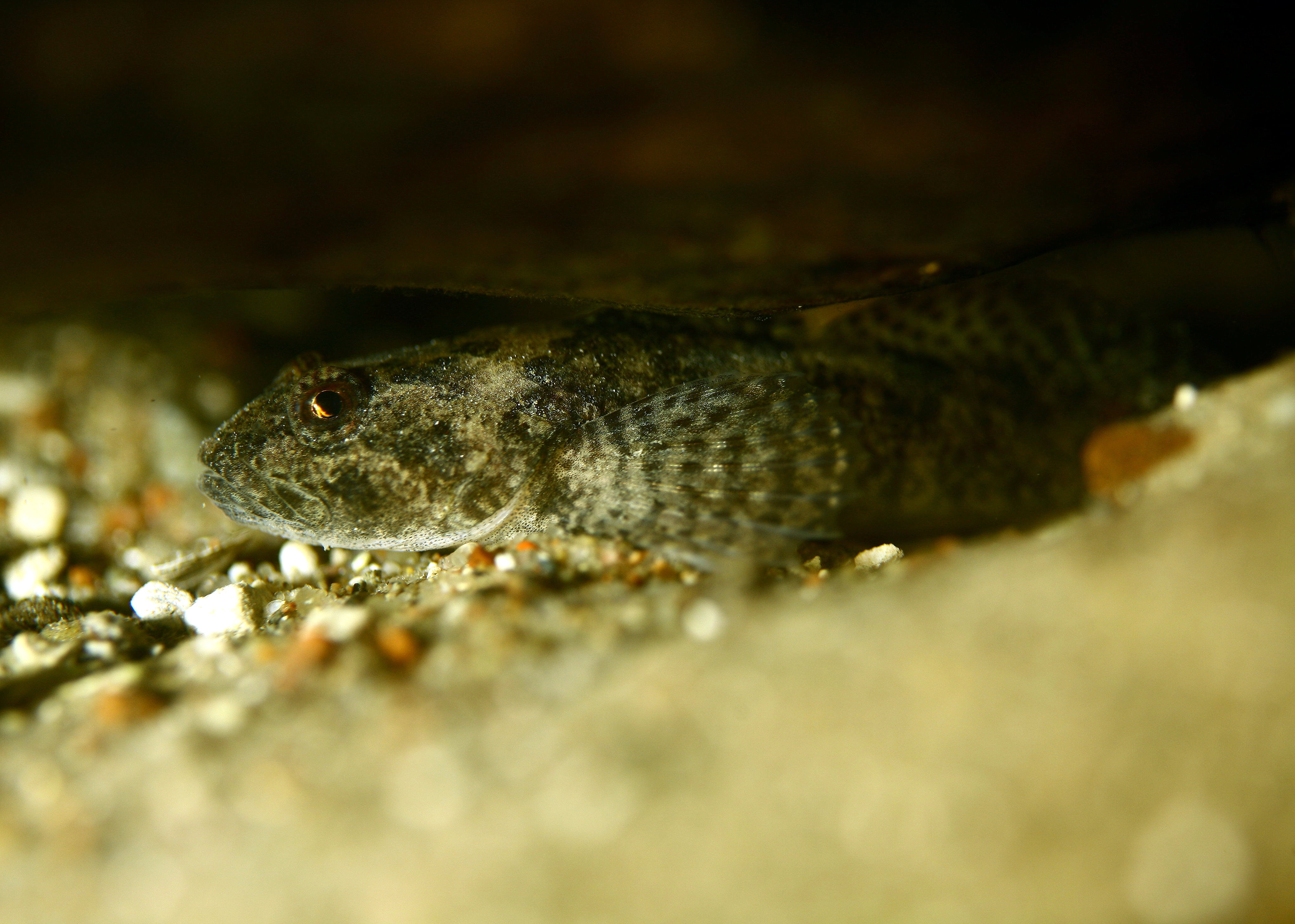
Cottus poecilopus
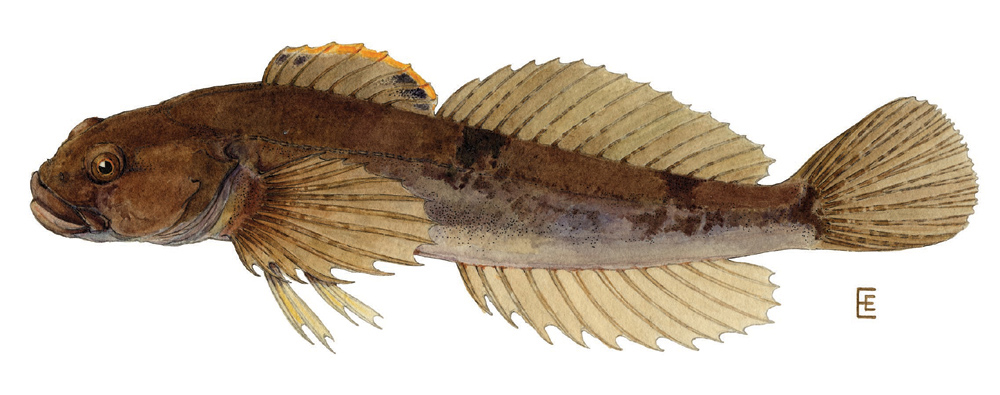
Cottus cognatus
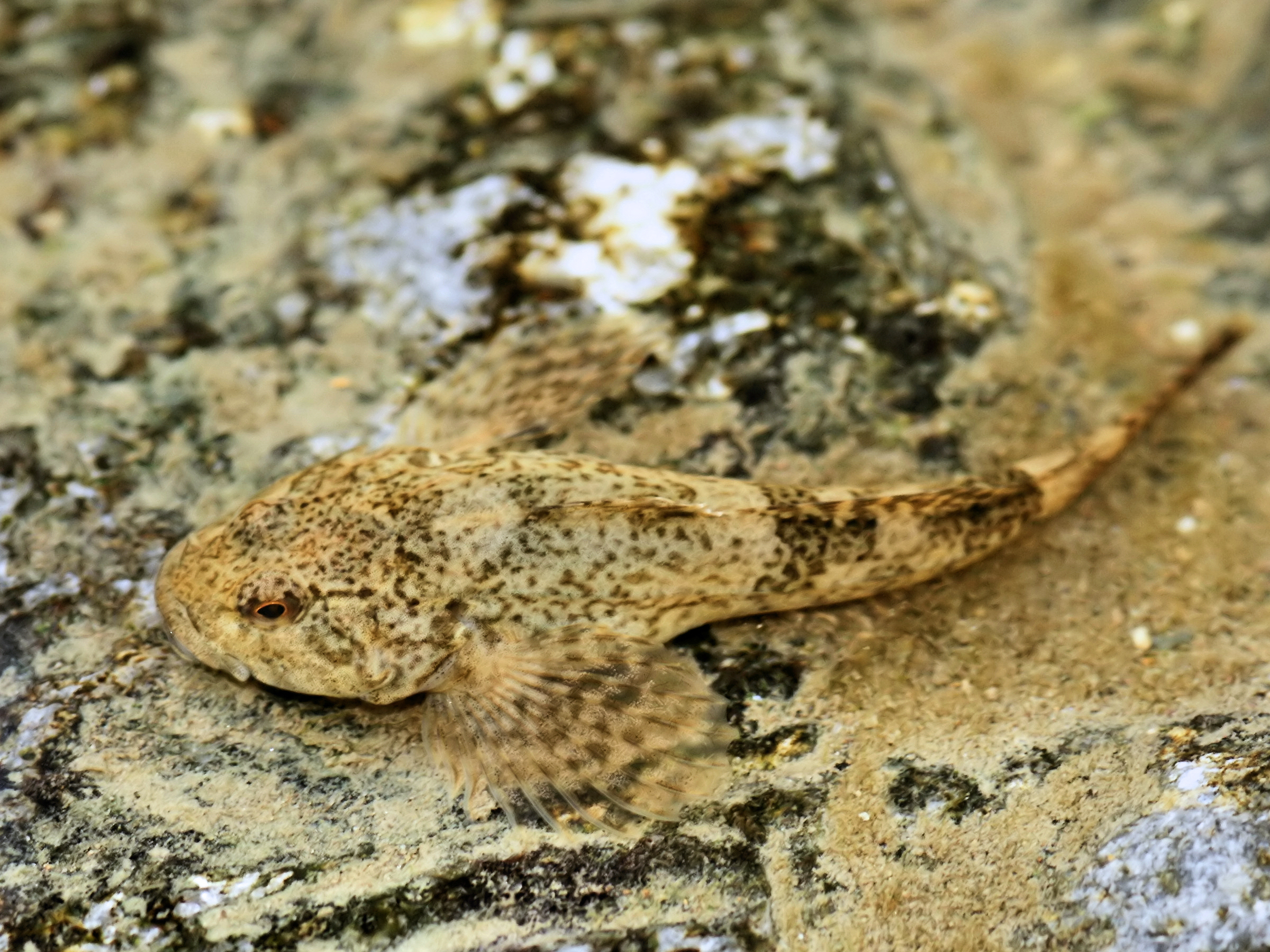
Cavilat (Cottus gobio)